# Nybro-S:t Sigfrids församling
Nybro-S:t Sigfrids församling är en församling i Nybro pastorat i Stranda-Möre kontrakt i Växjö stift inom Svenska kyrkan och ligger i Nybro kommun. 
Namndelen S:t Sigfrid i församlingens namn syftar på helgonet Sankt Sigfrid som gav namnet för Sankt Sigfrids socken.
Församlingskyrkor är Sankt Sigfrids kyrka och Nybro kyrka.

## Administrativ historik
Församlingen bildades 1 januari 2006 genom att Nybro församling slogs samman med Sankt Sigfrids församling. Församlingen ingår sedan 2010 i Nybro pastorat.